# شهرستان سوتلینسکی
شهرستان سوتلینسکی (به لاتین: Svetlinsky District) یک شهرستان در روسیه است که در استان اورنبورگ واقع شده‌است.